# 포르투갈 대 스페인 (2018년 FIFA 월드컵)
2018년의 포르투갈 대 스페인은 2018년 6월 15일에 치러진, 2018년 FIFA 월드컵 B조 제2경기였다. 이 경기는 조별 리그에서 당시 FIFA 랭킹 격차가 가장 적은 (포르투갈 4위, 스페인 10위) 두 팀 간의 경기였다. 또한 2018년 FIFA 월드컵에서 처음으로 해트트릭이 나온 경기였으며, 그 주인공은 포르투갈의 크리스티아누 호날두였다. 이 두 팀은 이전에 35번의 경기에서 만났는데, 이 중에는 2010년 월드컵에서는 스페인이 1 – 0으로 이겼다.

## 경기 전 상황
포르투갈 축구 국가대표팀은 2006년 월드컵에서 4강이라는 성적을 거둠을 시작으로 강팀으로 부상하였지만 크리스티아누 호날두 "원맨팀"이라는 혹평을 피할 수 없었다. 하지만 유로 2016에서 호날두가 결승전에서 결장했지만 우승을 거둠과 러시아 월드컵 유럽예선 B조에서 9승 1패 32득점 4실점으로 1위를 기록하는 등 호날두 원맨팀이라는 이미지를 지워가고 있었다. 이에 대해 박문성 SBS 해설위원은 "안드레 실바가 유럽예선에서 9골을 터트렸다. 포르투갈의 오랜 고민이었던 최전방 공격수 문제를 해결해줬고, 호날두의 부담도 덜어줬다. 중원에 포진한 베르나르두 실바 등 재능있는 선수들은 패싱과 전환 플레이가 뛰어나다"라고 하며 호평함과 동시에 "'호날두 원맨팀’이란 평가를 지워가고 있지만 동료들이 제 몫을 해줘야한다, 노장 수비진들도 약점을 나타낼 수 있다"라는 분석을 하였다.
스페인 축구 국가대표팀은 2010년 월드컵에서 우승을 차지하였으나 2014년 월드컵에서 네덜란드에 5대1이라는 충격적인 스코어의 패배를 기록한 뒤 칠레에도 2대0으로 패배하여 두 경기만에 조별리그 탈락이라는 수모를 겪었다. 그러나 러시아 월드컵 유럽예선에서 9승 1무라는 무패의 전적으로 강호 이탈리아를 제치고 조 1위를 차지하며 부활의 전조를 알렸다. 스페인은 세계 최고 명문 구단 중 하나인 레알 마드리드 주장 세르히오 라모스와 맨체스터 시티 다비드 실바 등을 앞세워 2010년 영광 재현에 나설 것으로 보였으며, 2010년 우승 주역들이 건재하다는 장점이 있지만, 그만큼 대표팀이 노쇠했다는 평가를 받았다.

## 경기 진행

### 전반전
크리스티아누 호날두가 박스 안에서 나초에게 페널티 킥을 얻어낸 뒤 직접 페널티 킥을 차 넣어 전반 3분 만에 포르투갈의 선제골로 시작했다. 디에고 코스타는 페페를 흔들어 대고 나서, 포르투갈 수비수 두 명의 몸을 비틀어 빗나가게 한 뒤 골을 성공시켰다. 이로서 1대1 동점이 되었다. 하지만 전반전 종료 직전에 다비드 데 헤아는 끔찍하고 어이 없는 실수를 저질렀는데, 호날두의 슈팅을 더듬거리며 놓쳐 골로 연결된 것이다. 데 헤아의 실수로 포르투갈이 다시 2대1로 역전하였다.

### 후반전
후반 10분 코스타는 안드레스 이니에스타가 얻어 낸 프리킥을 통해 헤딩 골을 성공시켰다. 이로서 스페인이 2대2 동점을 만들었다. 후반 15분 박스에서 볼이 흘러나왔는데 이를 놓치지 않은 나초 페르난데스가 중거리 슛을 성공시키며 스페인이 2대3으로 역전하였다. 그러나 후반 종료 직전, 후반 43분 크리스티아누 호날두가 얻어 낸 프리킥을 자신이 직접 키커로 찼고, 이 프리킥이 매우 환상적인 궤적으로 골로 연결되며 포르투갈은 종료 직전에 3대3 동점을 만드는 데 성공하였다.

### 상세 정보
| 포르투갈                       | 3 – 3  | 스페인                     |
| ------------------------------ | ------ | -------------------------- |
| 호날두 4′ (페널티골), 44′, 88′ | 리포트 | 코스타 24′, 55′ · 나초 58′ |

| 포르투갈 | 스페인 |

| GK              | 1  | 후이 파트리시우            |     |     |
| RB              | 21 | 세드리크                   |     |     |
| CB              | 3  | 페페                       |     |     |
| CB              | 6  | 조제 폰트                  |     |     |
| LB              | 5  | 하파엘 게헤이루            |     |     |
| CM              | 14 | 윌리앙 카르발류            |     |     |
| CM              | 8  | 주앙 모티뉴                |     |     |
| RW              | 11 | 베르나르두 실바            |     | 69′ |
| AM              | 17 | 곤살루 게드스              |     | 80′ |
| LW              | 16 | 브루누 페르난드스          | 28′ | 68′ |
| CF              | 7  | 크리스티아누 호날두 (주장) |     |     |
| 교체 선수:      |    |                            |     |     |
| MF              | 10 | 주앙 마리우                |     | 68′ |
| FW              | 20 | 히카르두 쿠아레즈마        |     | 69′ |
| FW              | 9  | 안드레 실바                |     | 80′ |
| 감독:           |    |                            |     |     |
| 페르난두 산투스 |    |                            |     |     |

| GK              | 1  | 다비드 데 헤아         |     |     |
| RB              | 4  | 나초                   |     |     |
| CB              | 3  | 제라르드 피케          |     |     |
| CB              | 15 | 세르히오 라모스 (주장) |     |     |
| LB              | 18 | 조르디 알바            |     |     |
| CM              | 5  | 세르지오 부스케츠      | 17′ |     |
| CM              | 8  | 코케                   |     |     |
| RW              | 21 | 다비드 실바            |     | 86′ |
| AM              | 22 | 이스코                 |     |     |
| LW              | 6  | 안드레스 이니에스타    |     | 70′ |
| CF              | 19 | 디에고 코스타          |     | 77′ |
| 교체 선수:      |    |                        |     |     |
| MF              | 10 | 티아고                 |     | 70′ |
| FW              | 17 | 이아고 아스파스        |     | 77′ |
| FW              | 11 | 루카스 바스케스        |     | 86′ |
| 감독:           |    |                        |     |     |
| 페르난도 이에로 |    |                        |     |     |

| 최우수 선수: 크리스티아누 호날두 (포르투갈) 부심: 엘레니토 디 리베라토레 (이탈리아) 마우로 토놀리니 (이탈리아) 대기심: 사토 류지 (일본) 후보 대기심: 사가라 도루 (일본) 비디오 판독심: 마시밀리아노 이라티 (이탈리아) 보조 비디오 판독심: 파올로 발레리 (이탈리아) 카를로스 아스트로사 (보조 비디오 판독심) 다니엘레 오르사토 (이탈리아) |

## 경기 후

### 기록
호날두는 사상 처음으로 8개의 주요 대회(월드컵, 유럽 선수권, 코파 아메리카)에서 골을 넣은 선수가 되었다. 호날두는 펠레, 우베 젤러, 미로슬라프 클로제에 이어 4개의 다른 월드컵 대회(2006, 2010, 2014, 2018)에서 득점한 4번째 선수가 되었다. 또한 호날두는 월드컵 역사상 가장 많은 해트트릭을 기록한 선수가 되었으며 33세 130일에 이것을 기록하여 이전의 1978년 6월 네덜란드 vs 이란과의 경기 3 – 0에서 로프 렌센브링크가 세웠던 최연소 기록을 깼다. 스페인은 이로 인해 2010년대 월드컵 첫 번째 경기에서 한 번도 승리를 거두지 못하게 되었다. 2010년 스위스에 0-1, 2014년 네덜란드에 1-5로 패했다.

### 반응
포르투갈 대 스페인은 2018년 FIFA 월드컵에서 가장 인기있는 경기 중 하나로 꼽힌다. 2019년 4월 1일 기준, FIFA 유튜브 하이라이트 동영상이 2018년 FIFA 월드컵 결승전(3066만)의 두배인 6,944만의 조회수를 기록하고 있어 사람들에게 엄청난 인기와 관심을 끈 경기라는 증거가 되고 있다. 또한 호날두의 프리킥 골은 FIFA가 선정한 2018년 FIFA 월드컵 10대 골 중 4위에 선정되었다.
스페인의 언론 엘 문도는 스페인이 호날두로부터 살아남았다라는 제목의 기사를 통해 "비긴 것이 나쁜 결과가 아니었다"는 내용을 전했다.

### 참고주
1. ↑  “당시의 FIFA 랭킹”. 2019년 4월 1일에 원본 문서에서 보존된 문서. 2019년 4월 1일에 확인함.
2. ↑  “2018 FIFA World Cup – Statistical Kit” (PDF). FIFA.com. 6쪽. 2018년 5월 13일에 원본 문서 (PDF)에서 보존된 문서. 2019년 4월 1일에 확인함.
3. ↑  “[러시아월드컵 B조]포르투갈, '호날두 원맨팀' 아니다”. 중앙일보. 2018년 5월 25일. 2019년 4월 1일에 확인함.
4. ↑  “[월드컵 전력분석] B조 포르투갈·스페인·모로코·이란”. 연합뉴스. 2017년 12월 12일. 2019년 4월 1일에 확인함.
5. ↑  “Ronaldo illuminates stellar draw with Spain”. FIFA.com. 2018년 6월 15일.
6. 1 2  Smith, Jamie (2018년 6월 15일). “Brilliant Ronaldo hat-trick earns thrilling draw”. Goal.com.
7. 1 2  Jennings, Patrick (2018년 6월 15일). “Portugal 3 Spain 3”. BBC Sport.
8. ↑  https“Portugal v Spain - 2018 FIFA World Cup Russia™ - MATCH 3”. FIFA. 2018년 6월 15일.
9. 1 2 3  “Tactical Line-up – Group B – Portugal v Spain” (PDF). 《FIFA.com》. Fédération Internationale de Football Association. 2018년 6월 15일. 2018년 6월 15일에 원본 문서 (PDF)에서 보존된 문서. 2018년 6월 15일에 확인함.
10. ↑  “Portugal v Spain – Man of the Match”. 《FIFA.com》. Fédération Internationale de Football Association. 2018년 6월 15일. 2018년 6월 12일에 원본 문서에서 보존된 문서. 2018년 6월 15일에 확인함.
11. ↑  https“TOP 10 GOALS - 2018 FIFA WORLD CUP RUSSIA (EXCLUSIVE)”. FIFA. 2018년 7월 25일.
12. ↑  “Mundial de fútbol: España sobrevive a Cristiano Ronaldo”. 엘 문도. 2018년 6월 16일. 2019년 4월 1일에 확인함.